# Phare d'East Usk
Le phare d'East Usk est un phare situé dans la réserve naturelle de Newport Wetlands (en) dans le sud-ouest de la ville de Newport dans le comté de Monmouthshire, au sud du Pays de Galles.

## Histoire
Ce phare a été construit en 1893 en bord de l'estuaire de la Severn. C'est une petite tour ronde en fonte, peinte en blanc, de 13 m de haut, avec galerie est lanterne.
Il émet deux flashs toutes les dix secondes, blancs, rouges et verts selon direction. Il est localisé sur le côté est de l'entrée de la rivière Usk à environ 2 km au sud-ouest de Nash. Il est géré par les commissaires du port de Newport.
L'ancien phare de West Usk, sur le côté opposé de la rivière Usk est considéré comme monument classé de grade II du Royaume-Uni.

### Lien connexe
- Liste des phares du Pays de Galles